# División de Kohat
La división de Kohat (en urdu : کوہاٹ ڈویژن) es una subdivisión administrativa del centro de la provincia de Jaiber Pastunjuá en Pakistán. Cuenta con 2,2 millones de habitantes en 2017, y su capital es Kohat.
Como todas las divisiones pakistaníes, fue derogada en 2000 y luego restablecida en 2008.
La división reagrupa los distritos siguientes:
- Hangu
- Karak
- Kohat